# Marie-Ève Paget
Marie-Ève Paget (Annecy, 28 novembre 1994) è una cestista francese.

## Carriera
Con la Francia ha disputato i Campionati mondiali del 2022.